# Abdi Waiss Mouhyadin
Abdi Waiss Mouhyadin, né le 3 juillet 1996, est un athlète djiboutien, spécialiste du 1 500 mètres.

## Biographie
Médaillé d'argent du 1 500 mètres lors des championnats du monde juniors de 2014, il se classe deuxième des championnats panarabes 2015, et atteint par ailleurs les demi-finales des championnats du monde de Pékin. Il remporte la médaille d'argent aux Jeux africains, devancé par Mekonnen Gebremedhin.
Le 5 août 2016, il est le porte-drapeau de Djibouti lors de la cérémonie d'ouverture des Jeux olympiques de 2016 à Rio.

### Palmarès
| Date | Compétition                   | Lieu         | Résultat | Épreuve       | Performance    |
| ---- | ----------------------------- | ------------ | -------- | ------------- | -------------- |
| 2014 | Championnats du monde juniors | Eugene       | 2e       | 1 500 m       | 3 min 41 s 38  |
| 2015 | Championnats panarabes        | Madinat 'Isa | 2e       | 1 500 m       | 3 min 46 s 56  |
| 2015 | Jeux africains                | Brazzaville  | 2e       | 1 500 m       | 3 min 45 s 98  |
| 2023 | Championnats panarabes        | Marrakech    | 1er      | Semi-marathon | 1 h 6 min 33 s |
| 2023 | Championnats panarabes        | Marrakech    | 2e       | 10 000 m      | 30 min 26 s 04 |
| 2024 | Championnats d'Afrique        | Douala       | 3e       | 5 000 m       | 13 min 43 s 20 |

### Records
| Épreuve | Performance   | Lieu     | Date         |
| ------- | ------------- | -------- | ------------ |
| 1 500 m | 3 min 34 s 55 | Doha     | 6 mai 2016   |
| 5 000 m | 13 min 2 s 38 | Bordeaux | 19 juin 2024 |